# Зелёная (Гомельская область)
Зелёная (бел. Зялёная; до 30 июля 1964 года —  Новая Жезленка) — деревня в Чеботовичском сельсовете Буда-Кошелёвского района Гомельской области Белоруссии.

## География

### Расположение
В 22 км от районного центра и железнодорожной станции Буда-Кошелёвская (на линии Жлобин — Гомель), 52 км от Гомеля.

## Транспортная сеть
Транспортные связи по просёлочной, затем автомобильной дороге Жлобин — Гомель. Планировка состоит из прямолинейной, близкой к меридиональной ориентации улицы, застроенной двусторонне деревянными домами усадебного типа.

## История
Основана в XIX веке как деревня Жезленка, которая позже разделилась на две: Старая Жезленка и Новая Жезленка. В 1929 году организован колхоз. На фронтах Великой Отечественной войны погибли 24 жителя деревни.

## Население

### Численность
- 2004 год — 31 хозяйство, 49 жителей.

### Динамика
- 1959 год — 149 жителей (согласно переписи).
- 2004 год — 31 хозяйство, 49 жителей.

## Галерея

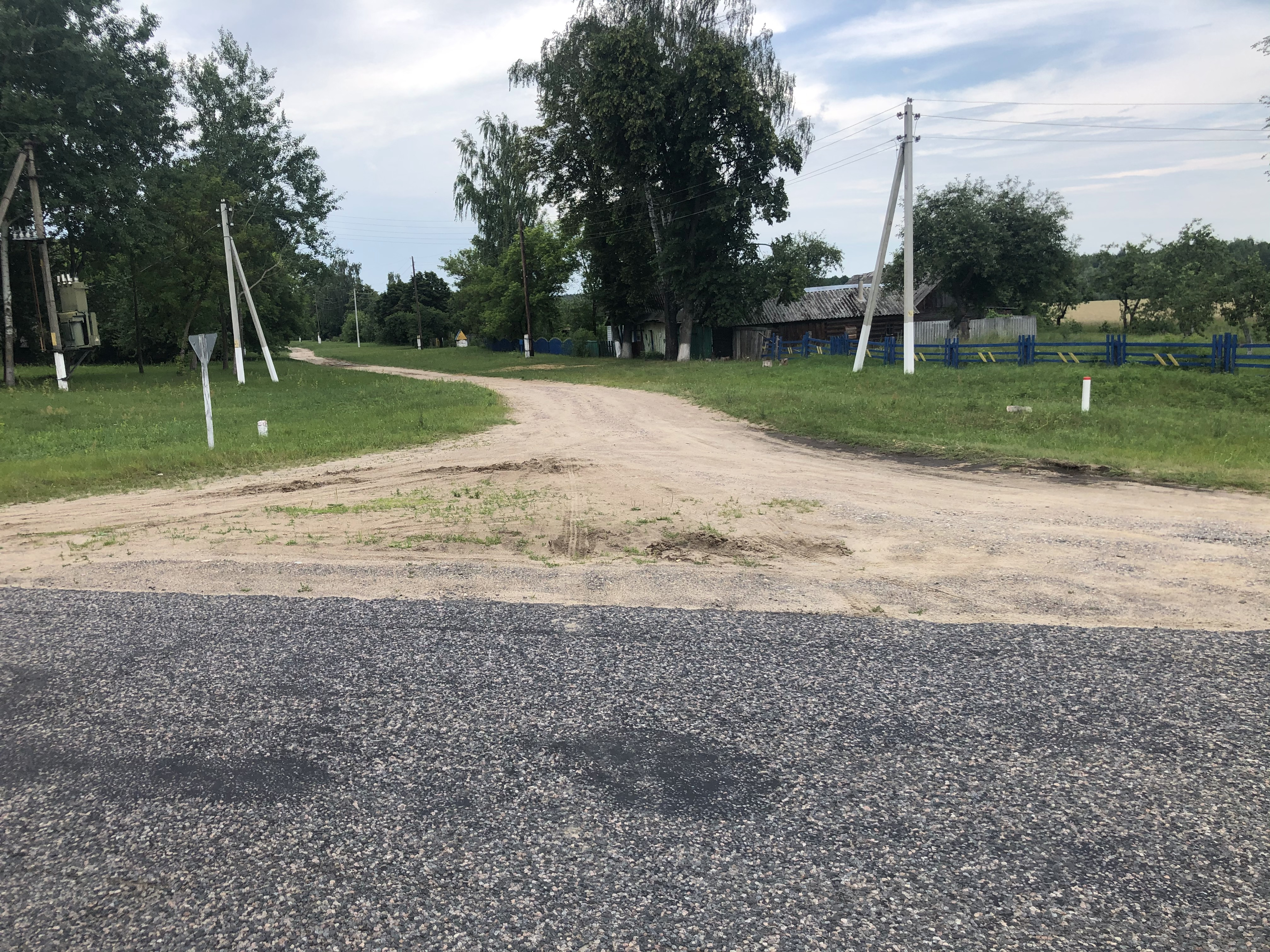
Вид со стороны шоссе
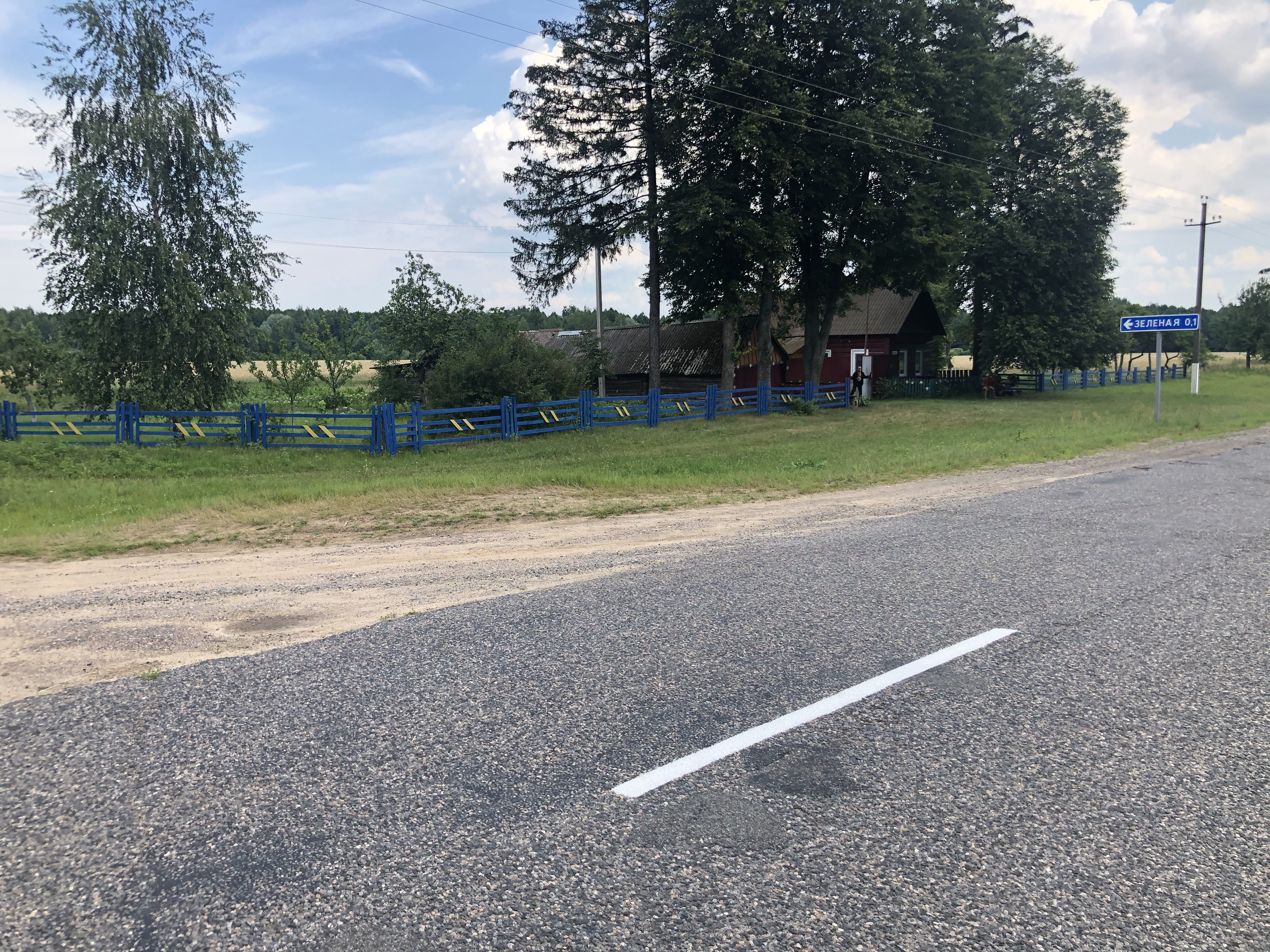
Указатель